# Ступари (Мркоњић Град)
Ступари су насељено мјесто у општини Мркоњић Град, Република Српска, БиХ. Према попису становништва из 1991. у насељу је живјело 435 становника.

## Географија
Смјештени су на надморској висини од 704 метра.

## Становништво
Према службеном попису становништва из 1991. године, село Ступари је имало 435 становника. Срби су чинили око 99% од укупног броја становника.
| Националност       | 1991. | 1981. | 1971. | 1961. |
| Срби               | 436   | 467   | 578   | 501   |
| Југословени        | 1     | 1     |       |       |
| остали и непознато |       | 1     | 1     |       |
| Укупно             | 437   | 469   | 579   | 501   |